# Cosmia diffinis
Cosmia diffinis là một loài bướm đêm thuộc họ Noctuidae. Nó được tìm thấy ở miền trung và miền nam châu Âu, phía bắc it is found up to central Anh và phần phía nam của The Netherlands. There là một disjunct population in Gotland. South, it is found up to Tây Ban Nha, Ý, Nga, miền bắc Hy Lạp và Bulgaria. East, it is found up to Litva và the Black Sea.
Sải cánh dài 29–35 mm. Con trưởng thành bay từ tháng 6 đến tháng 8 làm một đợt.
Ấu trùng ăn Ulmus species.

## Hình ảnh

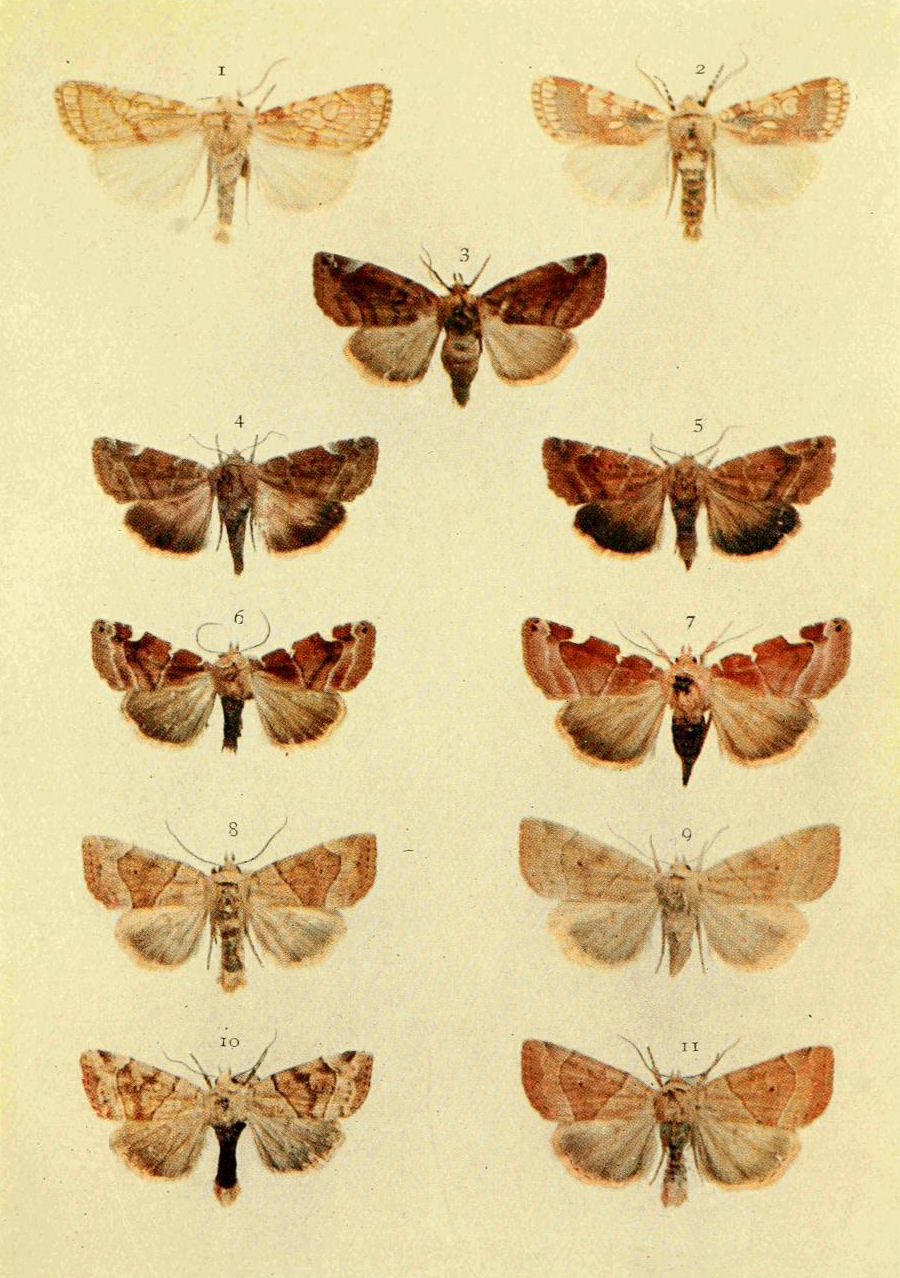
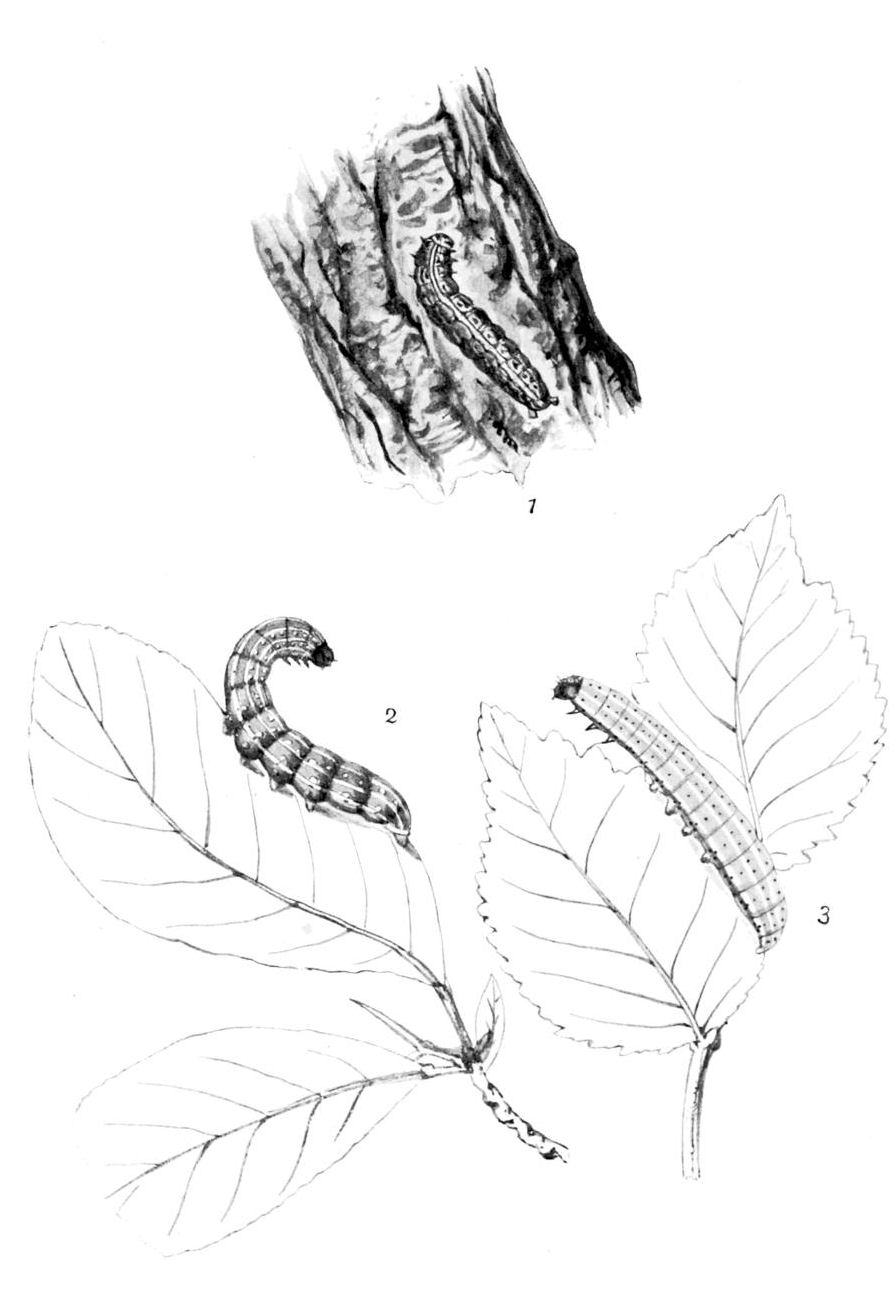